# Fallmeister (Obersteinbach)
Fallmeister  (fränkisch: Fallmaidarai) ist eine Wüstung auf dem Gemeindegebiet des Marktes Markt Taschendorf im Landkreis Neustadt an der Aisch-Bad Windsheim (Mittelfranken, Bayern).

## Geographie
Die Einöde lag auf einer Höhe von 368 m ü. NHN. Im Norden grenzte das Waldgebiet Hummersberg an, im Süden waren es Ackerflächen. Ein Wirtschaftsweg führte  über Wilhelminenberg nach Obersteinbach (0,8 km südlich).

## Geschichte
Der Ort wurde im Jahr 1739 als „Fallhauß“ erstmals schriftlich erwähnt. Es gehörte damals dem Obersteinbacher Untertan Eberhard Schönbein. Er hatte die Tierkadaver zu entsorgen bzw. das Vieh zu heilen. Von der Obrigkeit bekam er hierfür kein Entgelt, er musste sogar jährlich sechs Hunde der Herren von Schwarzenberg verköstigen.
Im Rahmen des Gemeindeedikts wurde Fallmeister 1808 dem Steuerdistrikt und der Ruralgemeinde Obersteinbach zugeordnet. Im Topographischen Atlas des Königreiches Bayern in der Ausgabe 1939 wurde der Ort letztmals verzeichnet.

### Einwohnerentwicklung
| Jahr      | 1836  | 1840  | 1852  | 1861   |
| Einwohner | 5     | 6     | 6     | 6      |
| Häuser    | 1     | 1     | 1     | 1      |
| Quelle    | [ 7 ] | [ 8 ] | [ 9 ] | [ 10 ] |

## Religion
Fallmeister war evangelisch-lutherisch geprägt und nach St. Rochus (Obersteinbach) gepfarrt.